# 鉄道博物館の一覧
鉄道博物館の一覧（てつどうはくぶつかんのいちらん）では、鉄道に関する展示・保存を行う博物館の総称である鉄道博物館（てつどうはくぶつかん）を、地域別の一覧として示す。

## 鉄道博物館の概要
過去において使われた歴史的価値のある鉄道車両や鉄道施設、その他の鉄道関連資料などを収集・保存し、来訪者に展示・公開している。おもに、鉄道が歴史的に果たしてきた役割を称え、未来における鉄道の発展を教えるという形を採る。これらの施設は先進国・発展途上国を問わず存在する。
展示内容や方針によって博物館的な性格を持つ施設、公園的な性格を持つ施設など様々である。本格的なものは博物館法の適用を受ける施設もある。展示物についても様々で、交通機関全般を扱っている施設もあれば、鉄道関連の展示物のみ展示している施設もある。経営母体も鉄道事業者が運営する企業博物館的なもの、自治体が運営するものなど様々である。
下記の項では、鉄道を中心とした展示を行っている博物館、もしくはそれに類似する施設の一覧を挙げている。各施設の詳細については、それぞれのリンク先を参照。下記以外にも、国立科学博物館などのように展示の一つとして数点程度の鉄道車両・資料が展示・公開されている博物館が数多くある。さらに、公園など公的施設をはじめとする各種施設にも鉄道車両が保存されている例も多い。

## 日本
日本において鉄道保存展示施設の始まりは、 鉄道院総裁後藤新平 が「鉄道博物館を設置し、鉄道関係の資料の収集と保管業務を行なう」ことを構想し1911年（明治44年）、鉄道院に鉄道博物館掛を設置した事に始まる。その後資料収集・車両保管は進行したものの予算措置・用地取得に手間取り、その後「鉄道50周年事業」として博物館設置が具体化。東京駅北口に仮設施設を設けて、1921年（大正10年）10月14日一般公開した。なおこの時点では場所の制約もあり資料展示だけで車両の展示までは行っていない。しかし、1923年（大正12年）の関東大震災によって資料を焼失したために閉館となったが、直ちに再建に着手。1925年（大正14年）、呉服橋架道橋付近（東京駅 - 神田駅間高架下）に移動して再開された。その後1936年（昭和11年）に万世橋駅（1943年（昭和18年）営業休止）に移転した。
※下記のリストにおいては、博物館法に基づく「博物館」や「博物館相当施設」、あるいは（法の対象外となる）博物館類似施設にも当たらないもの（商業施設等の一角に車両の保存展示コーナーを設けているケース）が含まれる。

## 北海道地方
- 札幌市交通資料館（札幌市南区）

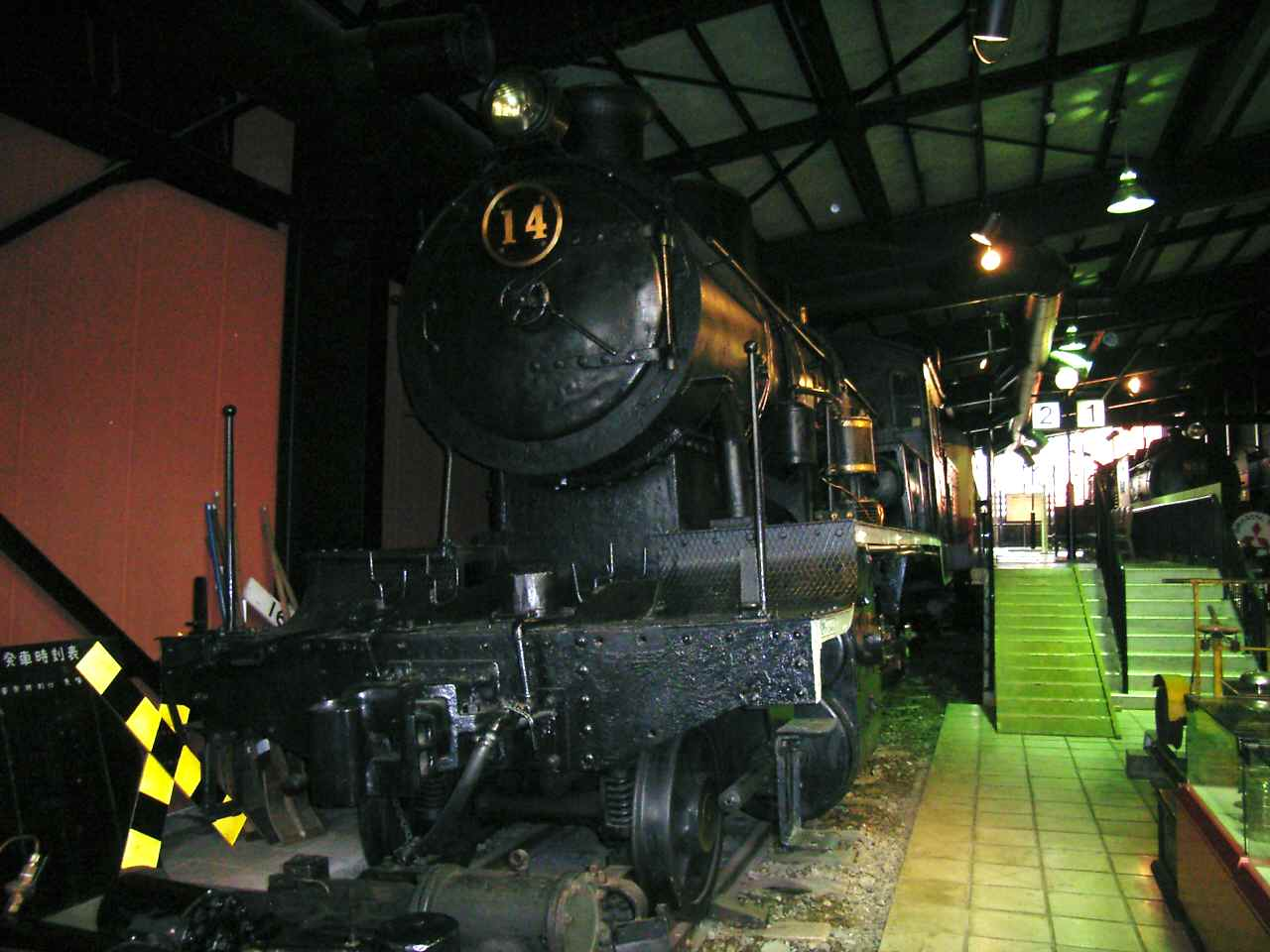
石炭の歴史村SL館に保存されている14号機

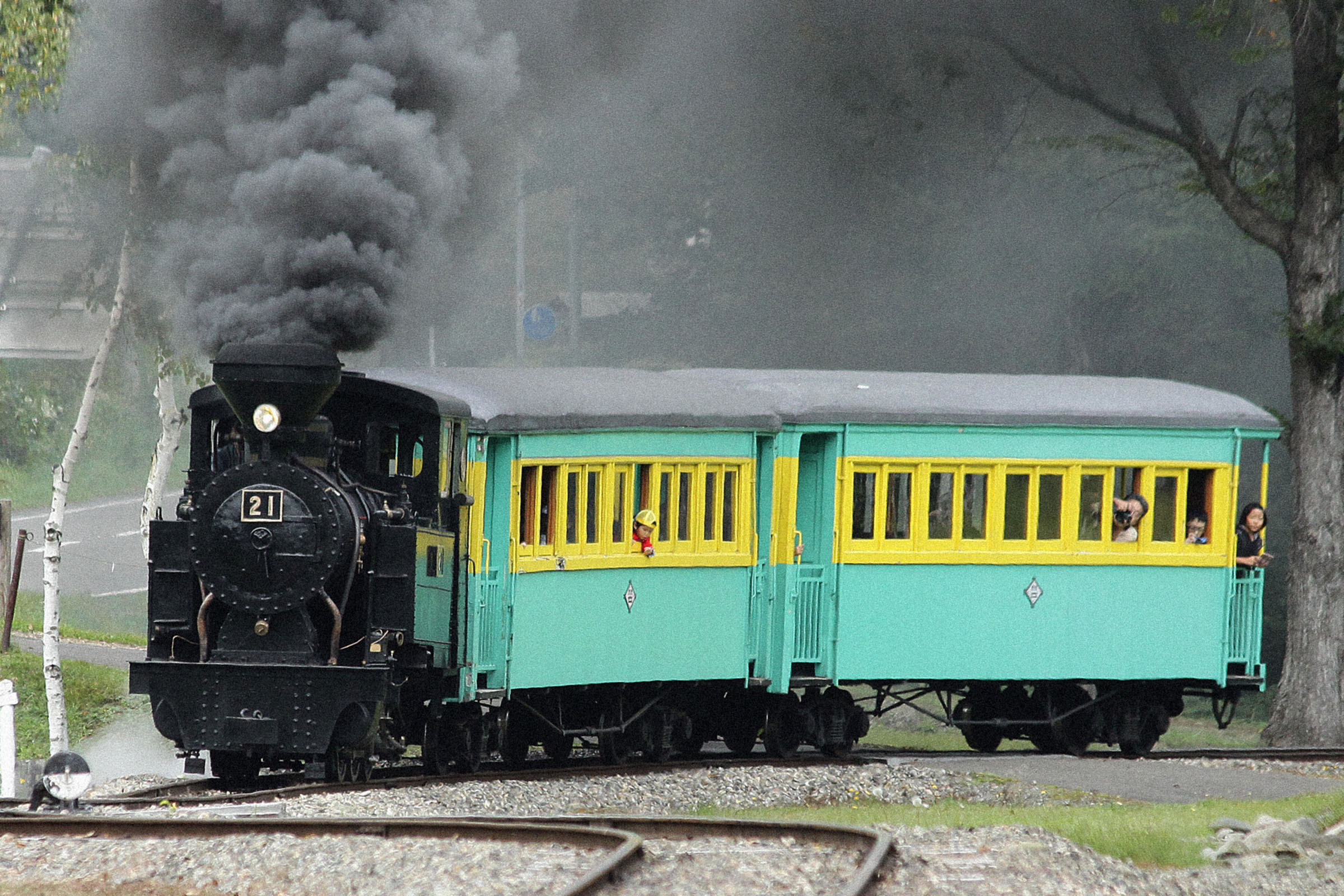
丸瀬布森林公園いこいの森の「雨宮21号」

- 北海道鉄道技術館（札幌市東区） - 北海道旅客鉄道苗穂工場内
- 安全研修館（札幌市）- 非公開
- 小樽市総合博物館（小樽市）
- 三笠鉄道村（三笠市）
- 万字線鉄道公園（岩見沢市）
- 旧国鉄万字線鉄道資料展示室（岩見沢市） - 朝日コミュニティ交流センター内ギャラリー
- 安平町鉄道資料館（勇払郡安平町） - 道の駅あびら D51ステーション内併設
- 石炭の歴史村SL館（夕張市）
- 三菱大夕張鉄道保存会（夕張市）
- JR深名線資料館（雨竜郡幌加内町） - 幌加内交流プラザ内
- トロッコ王国美深の会（中川郡美深町）
- 上興部鉄道記念館（北海道紋別郡西興部村）
- 上渚滑鉄道資料館（紋別市上渚滑町）
- 北見滝ノ上駅舎記念館（紋別郡滝上町）
- 丸瀬布森林公園いこいの森（紋別郡遠軽町） - 旧武利意森林鉄道武利意幹線跡
- 中湧別駅記念館（紋別郡湧別町）
- 計呂地交通公園（紋別郡湧別町）
- 佐呂間町交通公園 鉄道記念館（常呂郡佐呂間町）
- 卯原内交通公園 網走市鉄道記念館（網走市）
- 相生鉄道公園（網走郡美幌町） - 道の駅あいおい内併設
- SL広場（石北大通公園内）（北見市）
- オホーツク鉄道車両展示場（北見市）
- 別海町鉄道記念館（野付郡別海町）
- 炭鉱と鉄道館・雄鶴駅（釧路市阿寒町） - 道の駅阿寒丹頂の里併設
- ふるさと銀河線りくべつ鉄道（足寄郡陸別町）
- 仙美里鉄道資料室（中川郡本別町）
- 上士幌町鉄道資料館（河東郡上士幌町）
- 旧国鉄士幌線コンクリートアーチ橋梁群（河東郡上士幌町）
- 旧狩勝線ミュージアム（上川郡新得町）
- 旧狩勝線フットパス（上川郡新得町・空知郡南富良野町）
- 愛国交通記念館（帯広市）
- 幸福交通公園（帯広市）
- 忠類鉄道資料館（中川郡幕別町）
- 広尾町鉄道記念公園（広尾郡広尾町）
- 振内鉄道記念館（沙流郡平取町）
- 旧富内駅（むかわ町）
- ニセコ鉄道遺産群（ニセコ町）
- 函館市青函連絡船記念館摩周丸（函館市）
- 福島町青函トンネル記念館（松前郡福島町）

## 東北地方

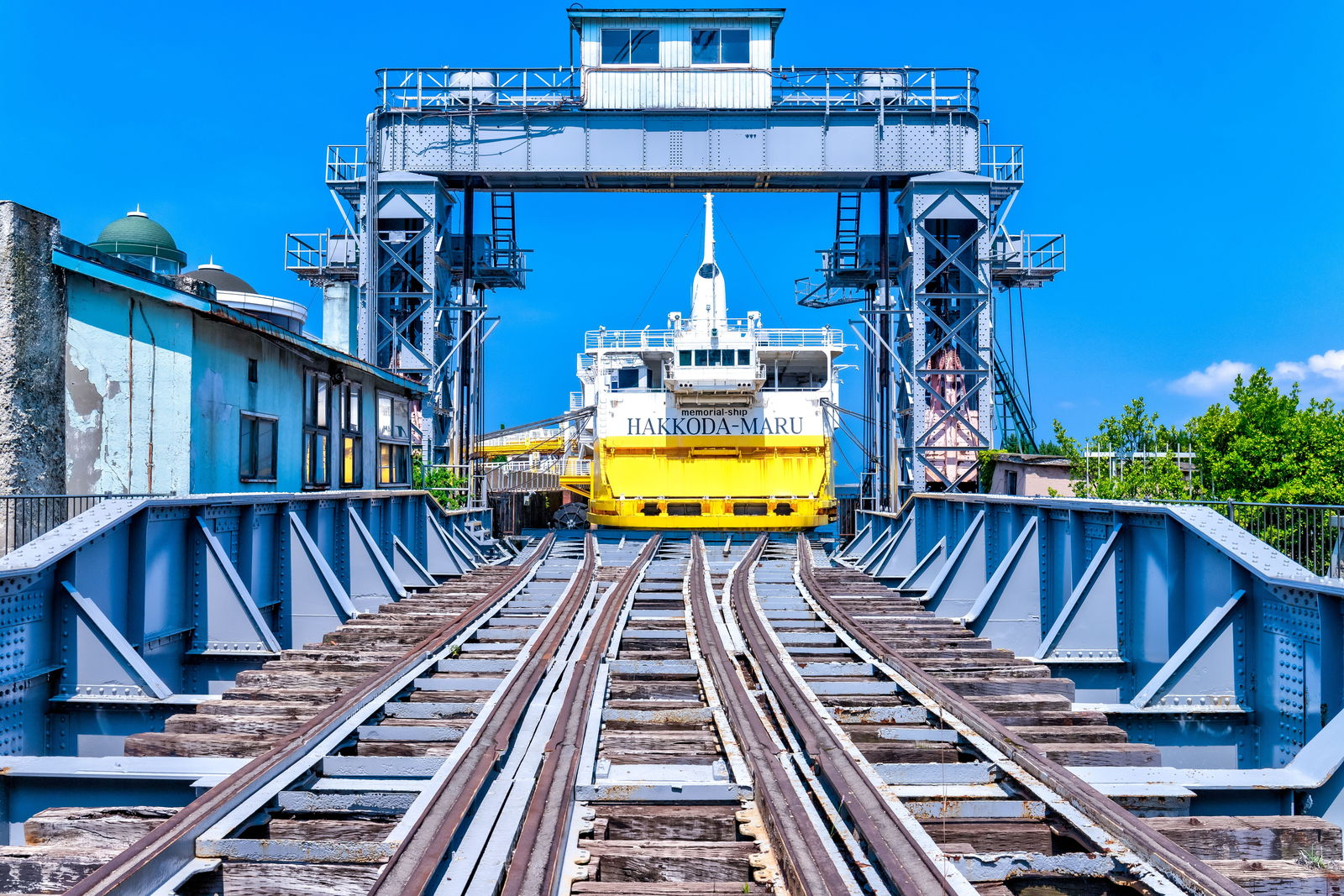
八甲田丸および可動橋・車両搬入口

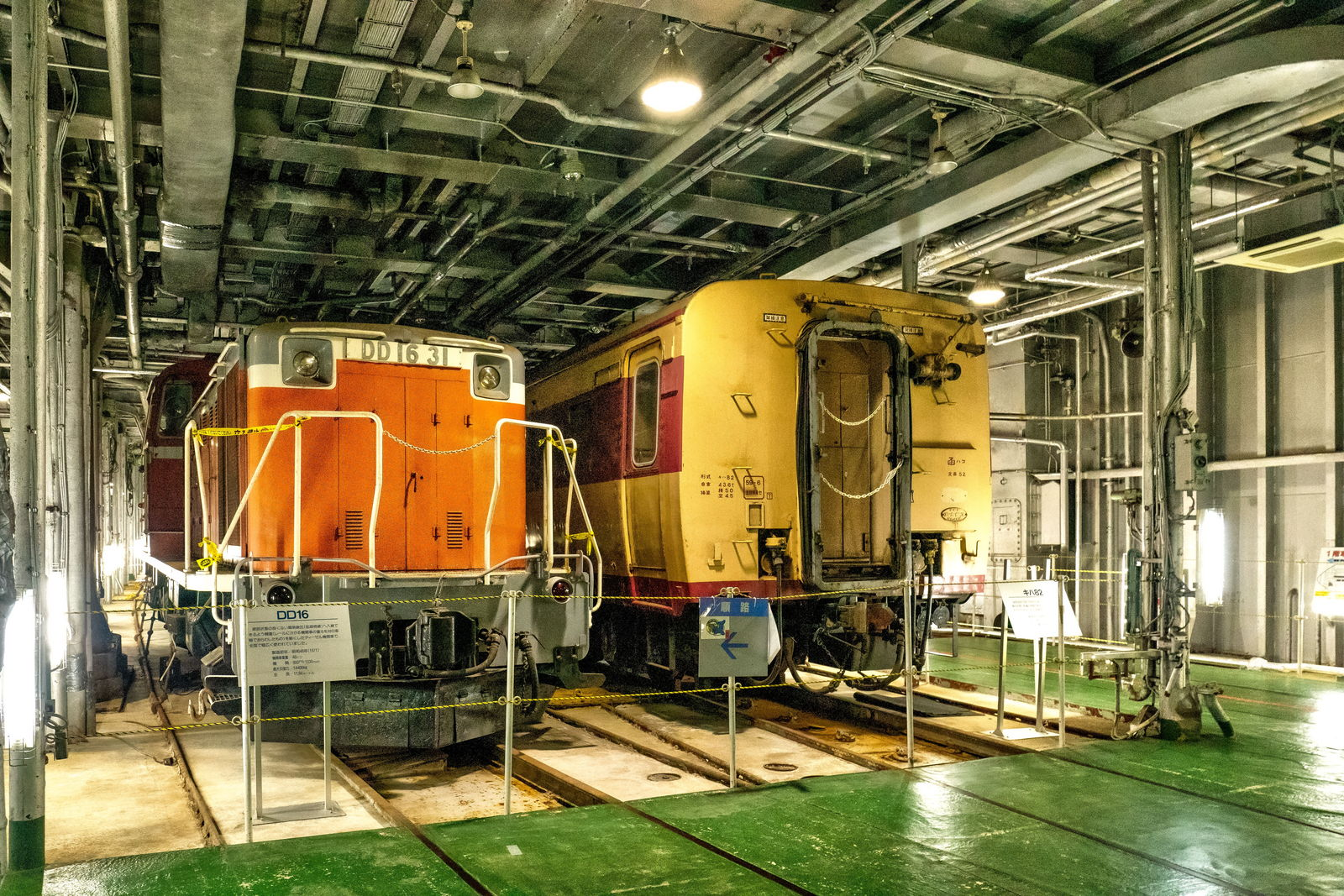
八甲田丸1階(車両甲板)に展示されているDD16 31・キハ82 101

- 青函トンネル記念館（青森県東津軽郡外ヶ浜町）
- 青函連絡船メモリアルシップ八甲田丸（青森県青森市）
- 青森市森林博物館・森林鉄道保存館（青森県青森市）
- 南部縦貫レールバス愛好会（青森県上北郡七戸町） - 旧・南部縦貫鉄道七戸駅構内
- 大畑線キハ85動態保存会（青森県下北郡大畑町） - 旧・下北交通大畑線大畑駅構内
- 七百レールファンクラブ七百鉄道展示館（青森県上北郡六戸町） - 旧・十和田観光電鉄七百駅構内
- 小坂鉄道レールパーク（秋田県鹿角郡小坂町）
- 旧雄勝線電車車両保存庫（秋田県雄勝郡羽後町）
- 東北福祉大学鉄道交流ステーション（宮城県仙台市青葉区）
- 仙台市電保存館（宮城県仙台市太白区）
- くりはら田園鉄道公園くりでんミュージアム（宮城県栗原市）- 旧・くりはら田園鉄道若柳駅跡
- 日中線記念館（福島県喜多方市）
- 郡山市ふれあい科学館（福島県郡山市）
- 事故の歴史展示館（福島県白河市）- 非公開

## 関東地方
- 那珂川清流鉄道保存会（栃木県那須烏山市）

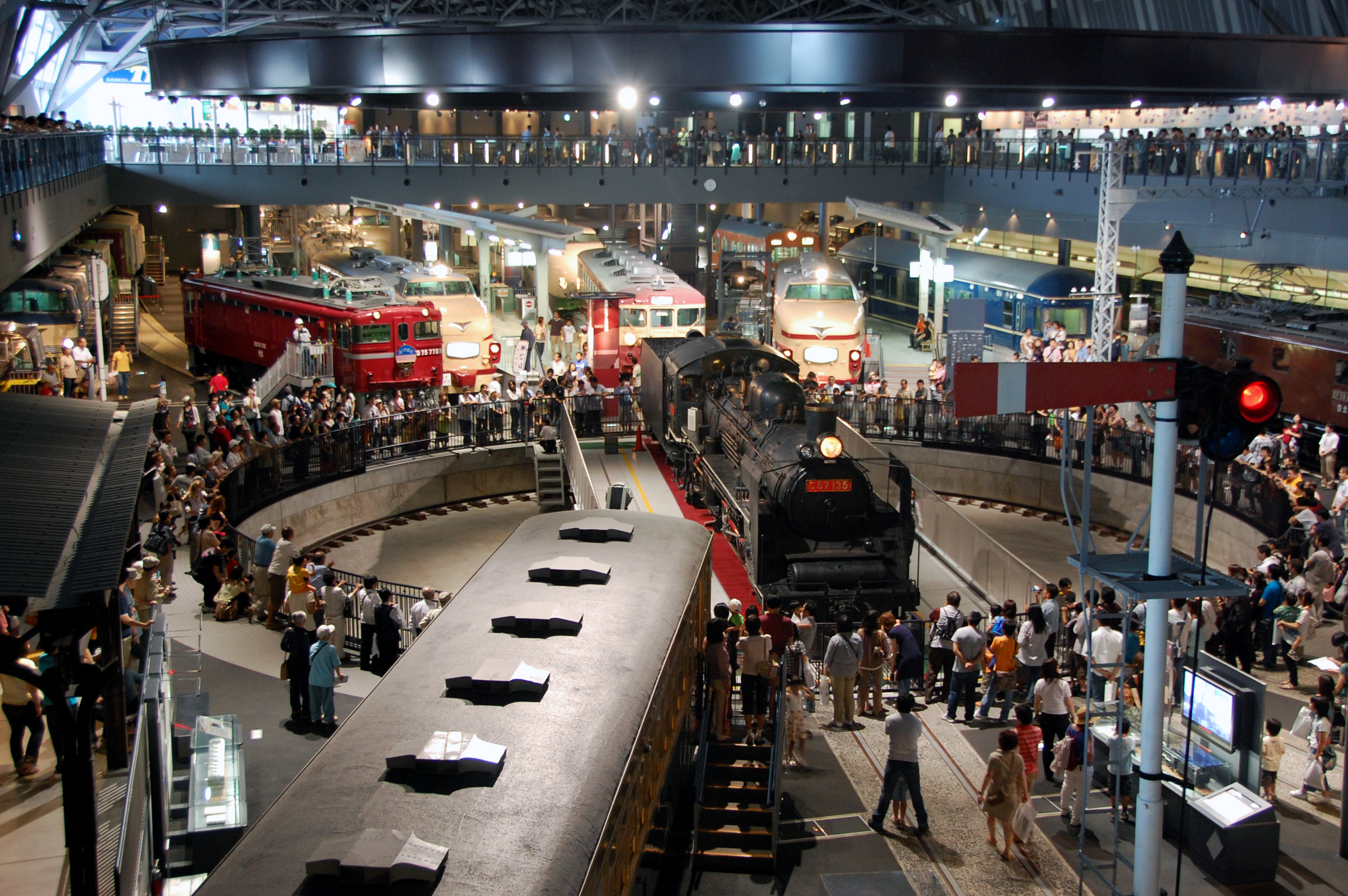
鉄道博物館の館内

- ザ・ヒロサワ・シティ レールパーク（茨城県筑西市）
- SLキューロク館（栃木県真岡市）
- 碓氷峠鉄道文化むら（群馬県安中市）
- 鉄道博物館（埼玉県さいたま市大宮区）
- 房総中央鉄道館（千葉県夷隅郡大多喜町） - いすみ鉄道大多喜駅付近
- ポッポの丘（千葉県いすみ市） - 展示車両を農産物の直売所として使用
- 地下鉄博物館（東京都江戸川区）
- 東武博物館（東京都墨田区）
- 都電おもいで広場（東京都荒川区）
- 旧新橋停車場 鉄道歴史展示室（東京都港区）
- 青梅鉄道公園（東京都青梅市）
- 京王れーるランド（東京都日野市）
- 電車とバスの博物館（神奈川県川崎市宮前区）
- 旧横濱鉄道歴史展示「旧横ギャラリー」（神奈川県横浜市中区） - CIAL桜木町 ANNEX（アネックス）内
- 横浜市電保存館（神奈川県横浜市磯子区）
- 京急ミュージアム（神奈川県横浜市西区）
- ロマンスカーミュージアム（神奈川県海老名市）
- 山北町鉄道資料館（神奈川県足柄上郡山北町）
- 山北鉄道公園（神奈川県足柄上郡山北町）

## 中部地方
- 新潟市新津鉄道資料館（新潟県新潟市秋葉区）
- 旧月潟駅（新潟県新潟市南区）
- 蒲原鉄道 冬鳥越駅跡 (新潟県加茂市)
- くびき野レールパーク（新潟県上越市頸城区）
- 直江津D51レールパーク（新潟県上越市）
- 糸魚川ジオステーション ジオパル（新潟県糸魚川市）
- トレインパーク白山（石川県白山市）
- 小松市立ポッポ汽車展示館（石川県小松市） - 旧尾小屋鉄道尾小屋駅跡付近
- いしかわ子ども交流センター小松館・なかよし鉄道（石川県小松市） - 旧尾小屋鉄道
- 土居原ボンネット広場（石川県小松市） - 489系ボンネット車（クハ489-501）を保存展示
- 北府駅鉄道ミュージアム（福井県越前市）
- 敦賀鉄道資料館（福井県敦賀市）
- 旧北陸線トンネル群（福井県敦賀市、南越前町）
- ながでん電車のひろば（長野県上高井郡小布施町）
- 御代田町交通記念館（長野県北佐久郡御代田町）
- 森林鉄道記念館（長野県木曽郡上松町）
- トロバス記念館（長野県大町市）
- 旧国鉄篠ノ井線廃線敷遊歩道（長野県安曇野市）
- 伊豆急行の小さな資料館「ONE TWO NINE」（伊豆高原駅やまもプラザ内）（静岡県伊東市）
- がくてつ機関車ひろば（静岡県富士市）
- SL資料館（静岡県榛原郡川根本町） - 千頭駅併設
- 旧名鉄美濃駅（岐阜県美濃市）
- 旧名鉄谷汲駅（岐阜県揖斐郡揖斐川町）
- 七宗町蒸気機関車展示館（岐阜県加茂郡七宗町）
- 愛岐トンネル群（愛知県春日井市・岐阜県多治見市）
- 半田市鉄道資料館（愛知県半田市）
- リニア・鉄道館（愛知県名古屋市港区）
- レトロでんしゃ館（名古屋市 市電・地下鉄保存館）（愛知県日進市）
- 博物館明治村（愛知県犬山市）
- 貨物鉄道博物館（三重県いなべ市）
- 軽便鉄道博物館[2]（三重県いなべ市）

## 近畿地方
- 長浜鉄道スクエア（滋賀県長浜市）
- 近江鉄道ミュージアム（滋賀県東近江市）
- 京都鉄道博物館（京都府京都市下京区）

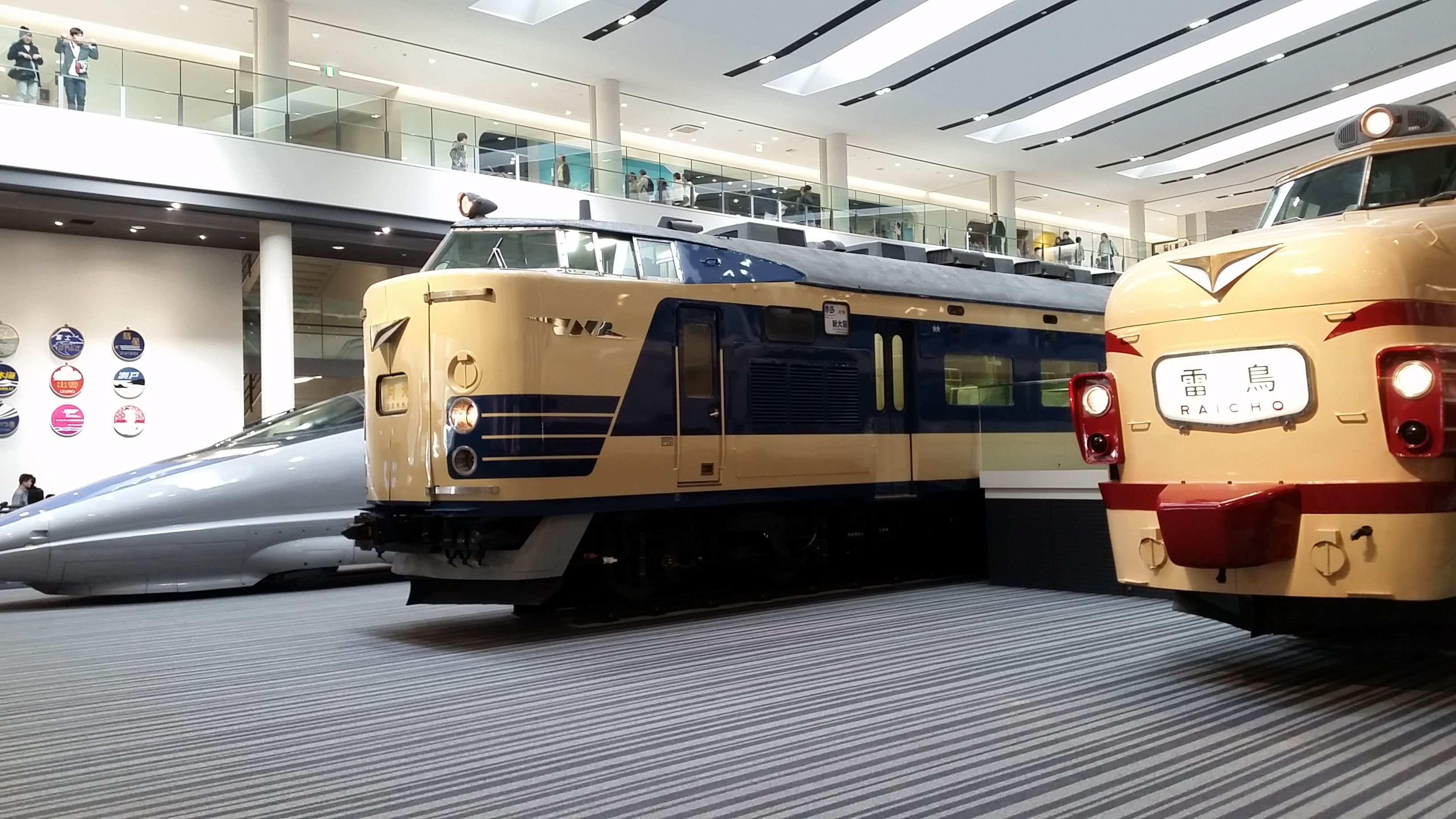
京都鉄道博物館の本館に展示されている500系、583系、489系の各先頭車

- 梅小路公園市電ひろば（京都府京都市下京区）
- 19世紀ホール（京都府京都市右京区） - 嵯峨野観光鉄道トロッコ嵯峨駅に隣接
- 並河駅鉄道歴史公園（京都府亀岡市）
- 福知山鉄道館ポッポランド（京都府福知山市）
- 加悦鉄道資料館（京都府与謝郡与謝野町） - 旧加悦駅舎内
- 丹後山田駅資料室（京都府与謝郡与謝野町）
- 新幹線公園（大阪府摂津市）
- くずはモールSANZEN-HIROBA（大阪府枚方市）
- 鉄道安全考動館（大阪府吹田市）- 非公開
- カワサキワールド（兵庫県神戸市中央区）
- JR福知山線廃線敷（兵庫県西宮市・宝塚市）
- 手柄山交流ステーション・モノレール展示室（兵庫県姫路市）
- あけのべ自然学校（兵庫県養父市） - 旧明神電車
- 鍛冶屋線記念館（兵庫県多可郡多可町）
- 鍛冶屋線市原駅資料館（兵庫県西脇市）
- 播磨町郷土資料館（兵庫県加古郡播磨町） - 別府鉄道の資料展示と機関車、客車が静態保存されている。
- 余部鉄橋「空の駅」（兵庫県美方郡香美町）
- 有田川町鉄道公園（和歌山県有田郡有田川町）

## 中国地方
- 鳥取鉄道記念物公園（鳥取県鳥取市）
- 旧国鉄倉吉線廃線跡（鳥取県倉吉市）
- 倉吉線鉄道記念館（鳥取県倉吉市）
- やずミニSL博物館（鳥取県八頭郡八頭町）
- 法勝寺電車ひろば（鳥取県西伯郡南部町）

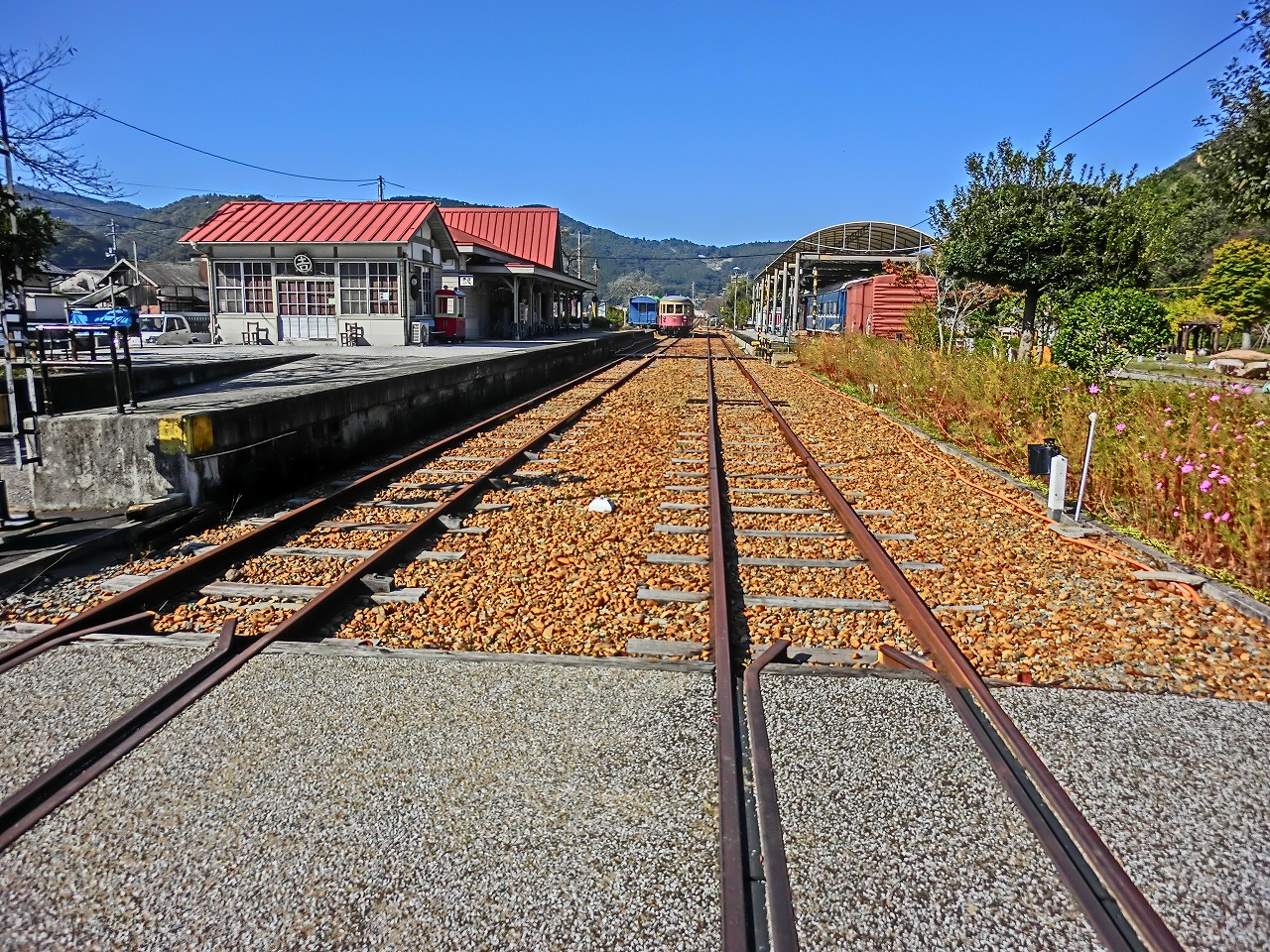
柵原ふれあい鉱山公園

- 旧大社線大社駅（島根県簸川郡大社町（現出雲市）
- 邑南町三江線鉄道公園 口羽駅公園・宇都井駅公園・作木口駅公園（島根県邑智郡邑南町）
- おかでんミュージアム（岡山県岡山市中区）
- 井笠鉄道記念館（岡山県笠岡市）
- 柵原ふれあい鉱山公園（岡山県久米郡美咲町）
- 津山まなびの鉄道館（岡山県津山市）
- 旧下津井駅（岡山県倉敷市）
- 広島市交通科学館（広島県広島市安佐南区）
- 防石鉄道記念広場（山口県防府市）

## 四国地方
- 小松島ステーションパーク（徳島県小松島市）
- 四国鉄道文化館（愛媛県西条市）
- 坊っちゃん列車ミュージアム（愛媛県松山市）

## 九州地方
- 九州鉄道記念館（福岡県北九州市門司区）
- 志免鉄道記念公園（福岡県糟屋郡志免町）
- 鉄道資料館（長崎県平戸市） - 松浦鉄道たびら平戸口駅構内
- 豊後森機関庫ミュージアム（大分県玖珠郡玖珠町）
- 人吉鉄道ミュージアムMOZOCAステーション868（熊本県人吉市）
- 人吉市SL展示館（熊本県人吉市）
- 鉄道資料館（観光SL会館）（鹿児島県姶良郡湧水町） - 肥薩線吉松駅前
- 伊佐市大口歴史民俗鉄道資料館（鹿児島県伊佐市）（休館中[3]）
- 旧樋脇駅跡鉄道記念公園（鹿児島県薩摩郡樋脇町）
- 永野鉄道記念館（鹿児島県薩摩郡さつま町） - 宮之城線薩摩永野駅跡
- 鶴田鉄道記念館（鹿児島県薩摩郡さつま町） - 宮之城線薩摩鶴田駅跡
- 宮之城駅鉄道記念館（鹿児島県薩摩郡さつま町）
- 鹿屋市鉄道記念館（鹿児島県鹿屋市）
- 志布志市有明鉄道記念公園（鹿児島県曽於郡有明町）
- 末吉鉄道記念館（鹿児島県曽於郡末吉町）
- 南薩鉄道記念館（鹿児島県南さつま市）
- 軽便与那原駅舎展示資料館（沖縄県与那原町）
- ネオパークオキナワ沖縄軽便鉄道名護駅鉄道資料室（沖縄県名護市）

## 国内の閉鎖した施設
- 北海道鉄道博物館（北海道函館市） - 函館駅前
- 万字線鉄道資料館（北海道岩見沢市）
- 鉄道資料展示室（美流渡交通センター2階）（北海道岩見沢市）
- 広尾町鉄道記念館（北海道広尾郡広尾町）
- 善宝寺鉄道記念館（山形県鶴岡市）
- 秩父鉄道車両公園（埼玉県秩父市） - SL転車台公園にリニューアル。現在も、隣接する転車台によるSL方向転換の見学が可能
- 船の科学館（フローティングパビリオン羊蹄丸）（東京都品川区）-内容の一部を青函連絡船メモリアルシップ八甲田丸とSLキューロク館が継承
- 逓信総合博物館（東京都千代田区）-郵便車関連の資料・写真を所蔵。郵政博物館が継承し、公式サイト内で検索が可能
- 交通博物館（東京都千代田区）-鉄道関係の展示物・資料の大部分を鉄道博物館が継承
- ゆる鉄画廊（東京都荒川区） - 鉄道写真家の中井精也が開館していた、鉄道写真専門のギャラリー
- 小田急鉄道資料館（神奈川県川崎市） - 向ヶ丘遊園内-小田急バーチャル鉄道博物館が継承
  - 小田急バーチャル鉄道博物館 - ロマンスカーミュージアムが継承
- 野辺山SLランド（長野県南佐久郡南牧村）
- 佐久間レールパーク（静岡県浜松市）- 保存車両の一部をリニア・鉄道館が継承
- 名古屋市電展示場（愛知県名古屋市）
- 名鉄資料館（岐阜県可児市）
- ふるさとの鉄道館（岐阜県郡上市）
- 長島温泉SLランド（三重県長島町（現・桑名市））
- 近江鉄道ミュージアム鉄道資料館（滋賀県彦根市）
- 梅小路蒸気機関車館（京都府京都市下京区） - 京都鉄道博物館へ継承
- 加悦SL広場（京都府与謝郡与謝野町）
- 市電保存館（大阪府大阪市） - 港区八幡屋交通公園内
- 交通科学博物館（大阪府大阪市） - 京都鉄道博物館へ継承
- 宝塚ファミリーランドのりもの館（旧・電車館）（兵庫県宝塚市）
- みさき公園わくわく電車らんど（大阪府泉南郡岬町）
- 鉄子の部屋（兵庫県美方郡新温泉町） - 山陰本線浜坂駅構内（2022年3月末で閉館[4]）
- 岡電資料館（岡山県岡山市） - 岡山電気軌道本社車庫付近 -　おかでんミュージアムへ継承。
- YONAGOれいるろおど館（鳥取県米子市） - 米子駅前商店街
- 琴平駅鉄道資料館（香川県琴平町）-展示物の一部を四国鉄道文化館が継承
- 北九州市立交通科学館（福岡県北九州市） - 北九州高速鉄道小倉線企救丘駅付近
- 長崎路面電車資料館（長崎県長崎市） - 長崎西洋館内
- 吾平町鉄道資料館（鹿児島県鹿屋市） - 大隅線吾平駅跡
- ゆいレール展示館（沖縄県那覇市）

## アジア

### 台湾
- 苗栗鉄道文物展示館
- 彰化扇形庫
- 旧打狗駅故事館（高雄鉄道故事館）
- 哈瑪星台湾鉄道館
- 二二八和平公園内 鉄路蒸気機関車展示室
- 台北機廠鉄道博物館園区（計画中）
- 台湾高鉄探索館[5]
- 国立台湾博物館鐵道部園区（旧台湾総督府鉄道部）
- 阿里山森林鉄路車庫園区
- 台中駅 鉄道文化園區
- 潮州鉄道園區
- 花蓮鉄道文化園區

### 中国
- 中国鉄道博物館
- 上海鉄路博物館

### 香港
- 香港鉄路博物館

### 韓国
- 鉄道博物館（京畿道義王市）

### 朝鮮民主主義人民共和国
- 鉄道省革命事績館（平壌直轄市）
- 地下鉄革命事績館（平壌直轄市）

### 東北アジアその他
モンゴルのウランバートルや、ロシア・サハリンのユジノサハリンスクにも鉄道博物館がある。

### インドネシア
- アンバラワ鉄道博物館（アンバラワ）

### インド
- 国立鉄道博物館
- レーワーリー鉄道遺産博物館

### スリランカ
- 国立鉄道博物館（英語版）（カダガナワ（英語版））

## アメリカ

### アメリカ合衆国
- アメリカ国立鉄道博物館
- ニューヨーク交通博物館
- ボルチモア・アンド・オハイオ鉄道博物館
- コロラド鉄道博物館
- メイン・ナローゲージ鉄道博物館
- オレゴン電気鉄道博物館
- ウエスタン鉄道博物館

### カナダ
- カナダ鉄道博物館
- トロント鉄道博物館
- ハルトン郡ラディアル鉄道
- エルジン郡鉄道博物館
- 東部オンタリオ鉄道博物館
- 北部オンタリオ鉄道博物館
- アルバータ鉄道博物館
- ウィニペグ鉄道博物館
- ニューブランズウィック鉄道博物館
- セントラルBC鉄道林業博物館

### グアテマラ
- グアテマラ鉄道博物館

### ペルー
- 鉄道博物館（タクナ）

## アフリカ

### エジプト
- エジプト鉄道博物館（カイロ）

### ケニア
- ナイロビ鉄道博物館（英語版）（ナイロビ）

### ナイジェリア
- ナイジェリア鉄道博物館（ラゴス）

### 南アフリカ共和国
- オウテニカ交通博物館（英語版）（ジョージ）

### スーダン
- 鉄道博物館（アトバラ）

### ザンビア
- 鉄道博物館（英語版）（リヴィングストン）

### ジンバブエ
- ブラワヨ鉄道博物館（英語版）（ブラワヨ）

## オセアニア

### オーストラリア
- ドン・リバー鉄道

### ニュージーランド
- 輸送技術博物館

## ヨーロッパ

### イギリス
- イギリス国立鉄道博物館
- ロンドン交通博物館
- グラスゴー交通博物館

### フランス
- シテ・デュ・トラン（ミュルーズ）

### ドイツ
- ニュルンベルク交通博物館

### スペイン
- マドリード鉄道博物館（英語版）
- カタルーニャ鉄道博物館（ビラノバ・イ・ラ・ジャルトル）

### ポルトガル
- ポルトガル国立鉄道博物館（英語版）（ポルトガル・セントロ地方エントロンカメント（英語版））

### オランダ
- 鉄道博物館（英語版）（ユトレヒト）

### スイス
- スイス交通博物館（ルツェルン）

### ポーランド
- ピールスカ・オクロングラク機関庫協会
- ワルシャワ鉄道博物館